# Wydział Chemiczny Politechniki Śląskiej

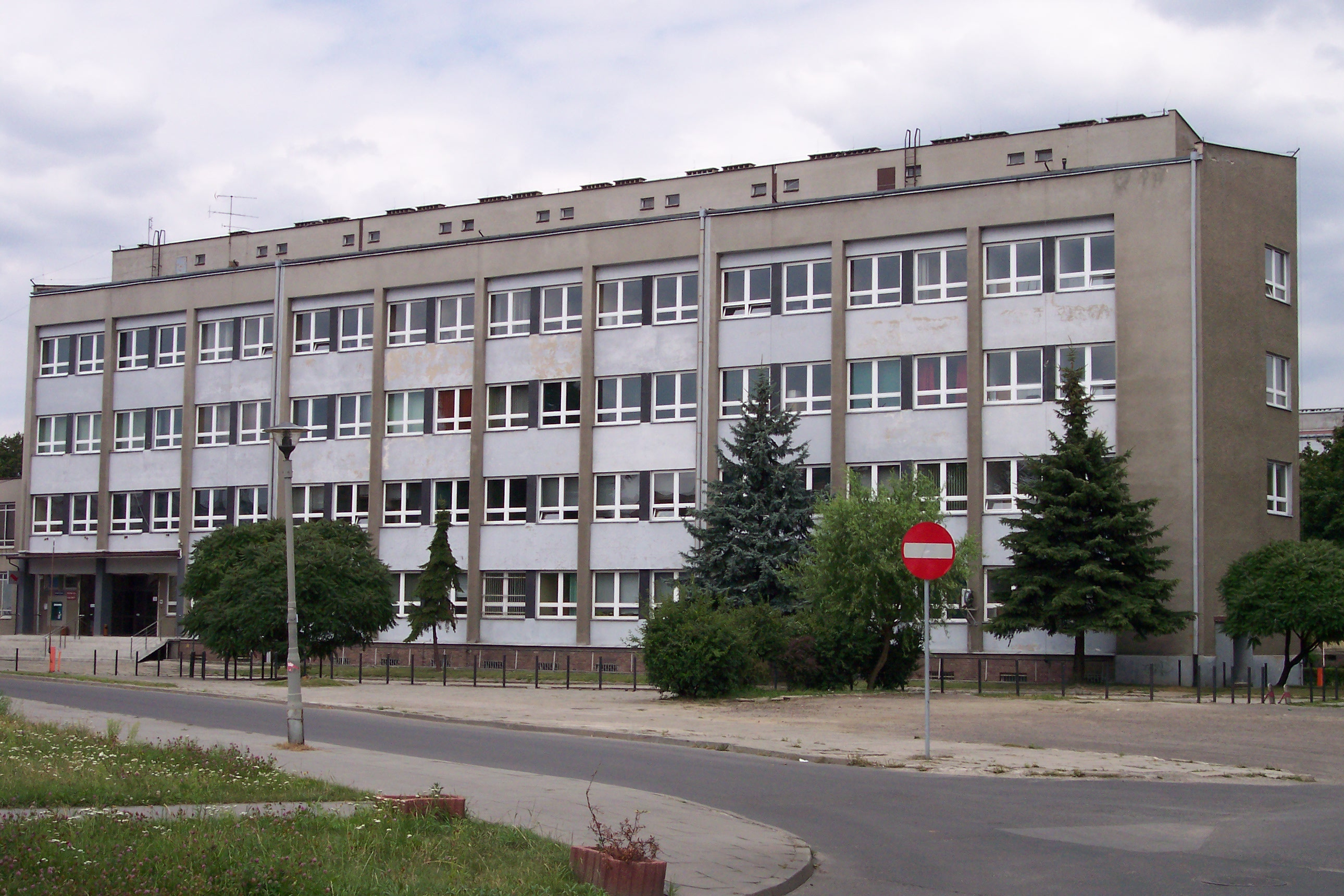
Instytut Chemii i Technologii Organicznej

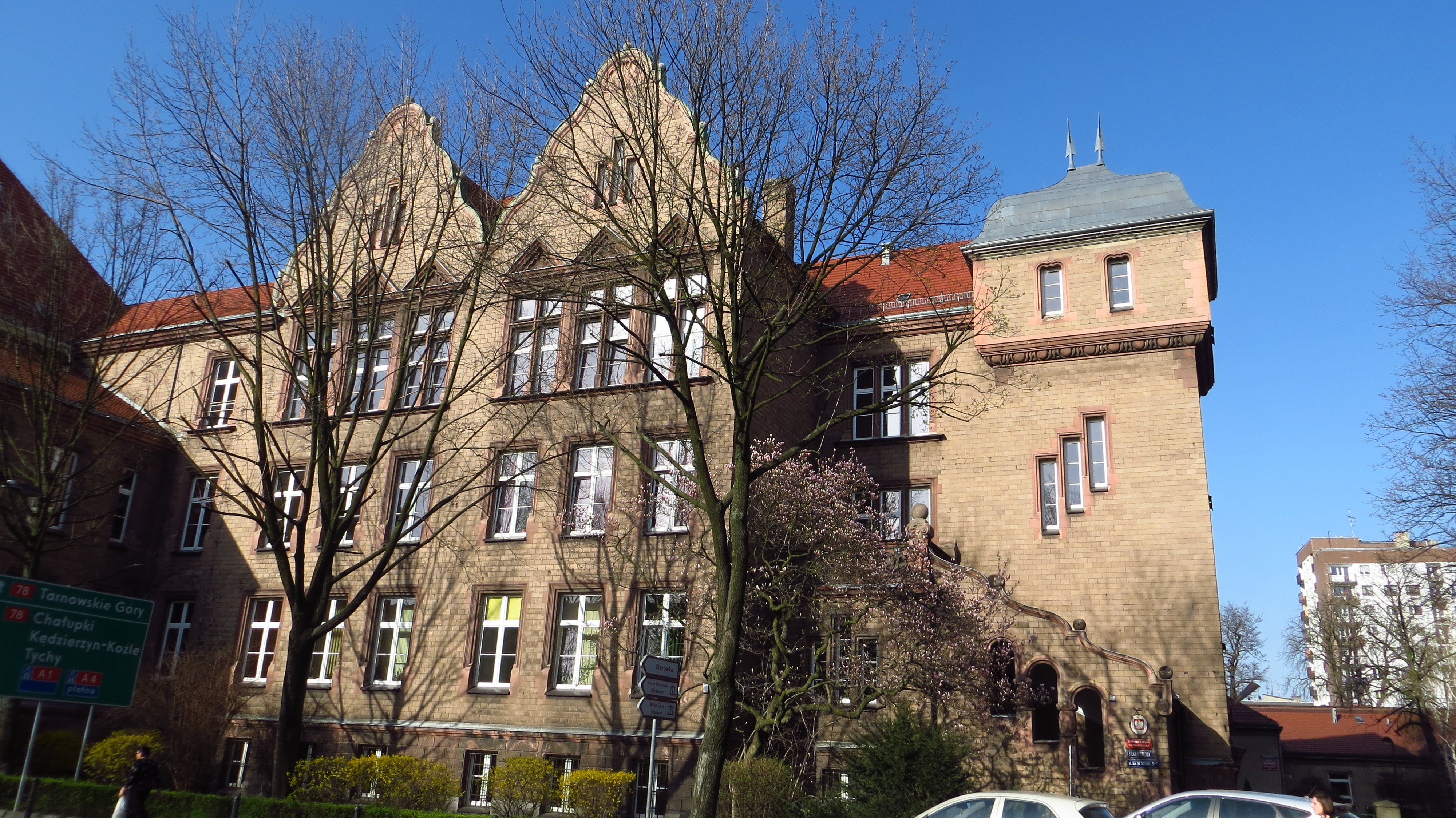
Budynek Wydziału Chemicznego – tzw. „Szara chemia”

Wydział Chemiczny Politechniki Śląskiej – jeden z 4 najstarszych wydziałów Politechniki Śląskiej. Wydział zatrudnia ponad 27 profesorów i doktorów habilitowanych oraz 73 doktorów.

## Działalność
Działalność naukowa wydziału obejmuje badania dotyczące następujących zagadnień: transformacja węglowodorów, synteza, struktura i reaktywność pięcio- i sześcioczłonowych układów heterocyklicznych; chemia węglowodanów, kompleksy metali w syntezie organicznej, procesy utleniania, chemia związków nadtlenowych, fizykochemia i technologia polimerów, synteza i modyfikacje polimerów, zjawiska transportu gazów i jonów w polimerach i membranach polimerowych, procesy katalityczne w technologii i ochronie środowiska, technologie chemicznej i termicznej przeróbki węgla, technologie przerobu surowców węglopochodnych, utylizacja wybranych odpadów przemysłowych, nowe technologie i teoria procesów nieorganicznych i elektrochemicznych, optymalizacja rozwiązań technicznych i aparaturowych procesów przemysłowych; statyka i makrokinetyka procesów nieorganicznych, przemiany fazowe i procesy na granicach faz w układach wieloskładnikowych; substancje o specjalnej czystości i specjalnych właściwościach; utylizacja i zarządzanie odpadami przemysłowymi; korozja i ochrona przed korozją; przemysłowa analiza chemiczna; ekoanaliza, analiza materiałów biologicznych, nowe reakcje i odczynniki analityczne; wymiana masy i ciepła; wybrane zagadnienia inżynierii bioprocesowej; dynamika reaktorów chemicznych; krystalizacja, filtracja, mieszanie, sedymentacja, destylacja, transport pneumatyczny, oczyszczanie gazów.
Pracownicy Wydziału współpracują z ośrodkami akademickimi, m.in.: Iowa State University, Kansas University of Lawrence, Uniwersytet w Trondheim, Université de Rennes, Universita La Sapienza i Universita di Bologna, University College London, University of Southern Denmark, Uniwersytet w Heidelbergu i Uniwersytet w Brunszwiku, Hubei Polytechnical University, Politechnika w Kijowie i Politechnika Lwowska, Vysoka Technicka Skola – Bratislava, Pamukkale University, National Research Center. Współpraca obejmuje wspólne badania naukowe w wielu dziedzinach, wymianę kadry profesorskiej, młodych pracowników naukowych ze stopniem doktora, doktorantów i studentów, jak również prowadzenie studiów doktoranckich w systemie „joint-supervision”.

## Władze wydziału
Kadencja 2024–2028:
- Dziekan – prof. dr hab. inż. Wojciech Simka
- Prodziekan ds. studenckich i kształcenia – dr hab. inż. Monika Krasowska, prof. Pol. Śl.
- Prodziekan ds. infrastruktury i organizacji – dr inż. Piotr Latos
- Prodziekan ds. nauki i współpracy – prof. dr hab. inż. Dawid Janas

## Struktura wydziału
- Katedra Chemii Nieorganicznej, Analitycznej i Elektrochemii
- Katedra Chemii Organicznej, Bioorganicznej i Biotechnologii
- Katedra Inżynierii Chemicznej i Projektowania Procesowego
- Katedra Fizykochemii i Technologii Polimerów
- Katedra Technologii Chemicznej Organicznej i Petrochemii

## Kierunki studiów
- Biotechnologia
- Chemia
- Technologia chemiczna
- Chemia przemysłowa (studia hybrydowe)
- Makrokierunek: Industrial and Engineering Chemistry (studia w języku angielskim)